# カルロス・イグナシオ・ラモス
カルロス・イグナシオ・ラモス・ロドリゲス（Carlos Ignacio Ramos Rodríguez、1999年5月26日 - ）は、ベネズエラ・カラボボ州バレンシア出身のプロサッカー選手。リーガFUTVEのデポルティーボ・タチラFCに所属している。ポジションはMF。

## 来歴
地元のカラボボFCのユースアカデミーに入団し、2016年にトップチームに昇格。同年7月17日のリーガFUTVEのデポルティーボ・アンソアテギ戦でプロデビュー。その後2019年シーズンより先発に定着。同年2月21日のアトレティコ・ベネズエラ戦で、プロ初ゴールを決めた。

## 代表経歴
2019年にチリで開催された南米ユース選手権に、U-20のベネズエラ代表として出場した。